# Аварии на подводных лодках (с 1945 года)
Список аварий на подводных лодках начиная с 1945 года документирует происшествия, имевшие место после Второй мировой войны. Среди затонувших подводных кораблей было, как минимум, десять атомных подводных лодок (три — США, пять — СССР, две — Россия), причём некоторые из них с ракетами или торпедами, оснащёнными ядерными боеголовками и, как минимум, две дизельные лодки с ядерным оружием. Также представлены некоторые доступные на данный момент данные о загрязнении окружающей среды радиоактивными материалами.
Класс происшествия обозначен кодами: НШ — нештатная ситуация; ЧП — чрезвычайное происшествие; НС — несчастный случай; А — авария; К — катастрофа.

## Список

### 1940-е годы
| Дата       | Наименование                 | Классификация НАТО   | Государство | Погибло                                                  | Спаслось | Класс | Примечания |
| ---------- | ---------------------------- | -------------------- | ----------- | -------------------------------------------------------- | -------- | ----- | --- |
| 05.03.1946 | Orphee                       | Класс Diane          | Франция     | 2                                                        |          | НС    | Взрыв торпеды при стоянке в порту Касабланка в Марокко. Причины не установлены. Лодка списана. |
| 27.07.1946 | С-4 и эсминец «Лепанто»      | Serie C              | Испания     | 44                                                       | 0        | К     | Проводились учения с участием трёх лодок и трёх эсминцев. Маневрируя, С-4 неожиданно выскочила на поверхность прямо перед носом идущего эсминца Lepanto. Столкновение было неизбежно, повреждения были столь серьёзны, что лодка затонула в считанные минуты, никто из экипажа не успел спастись. |
| 05.03.1946 | 2326 (Бывшая немецкая U-2326 | Немецкий класс XXIII | Франция     | 26                                                       | 0        | К     | 6 декабря 1946 затонула близ Тулона в районе мыса Сепет из-за деформации корпуса во время испытаний на прочность корпуса на глубине. |
| 26.08.1949 | USS Cochino (SS-345)         | Balao                | США         | 7(1 +6 на борту оказавшей помощь лодки USS Tusk (SS-426) | 76       | А→НС  | Дизель-электрический привод. Из повреждённой аккумуляторной батареи произошла утечка гремучего газа, что привело к пожару. Около 14 часов моряки боролись за лодку, но второй взрыв заставил их покинуть судно и эвакуироваться на Tusk. Cochino затонула на глубине 250 метров.                  |

### 1950-е годы
| Дата       | Наименование                                        | Классификация НАТО                           | Государство    | Погибло                                      | Спаслось | Класс | Примечания |
| ---------- | --------------------------------------------------- | -------------------------------------------- | -------------- | -------------------------------------------- | -------- | ----- | --- |
| 12.01.1950 | HMS Truculent                                       | Подводные лодки класса Т                     | Великобритания | 64                                           | 20       | К     | Дизель-электрическая лодка. В устье Темзы в надводном положении столкнулась со шведским танкером и быстро затонула. |
| 16.04.1951 | HMS Affray (P421)                                   | Amphion                                      | Великобритания | 75 (50 экипаж + 25 гражданских специалистов) | 0        | К     | Дизель-электрическая лодка. Вышла в море с сокращённым экипажем (50 человек из 61 по штату). В то же время на борту находились 25 человек от ВМС и инженерных служб. Лодка затонула в 27 км северо-западнее Олдерни в Ла-Манше. Обнаружена 14 июня 1951 года. Точная причина гибели неизвестна. |
| 24.09.1952 | Sibylle                                             | Британской постройки, тип S                  | Франция        | 46                                           | 0        | К     | Исчезла во время учений недалеко от Тулона. Причина неизвестна. Спасатели нашли только масляное пятно. |
| 15.12.1952 | C-117 (бывшая Щ-117 «Макрель»)                      | «Щука» серии V-бис                           | СССР           | 52                                           | 0        | К     | Дизель-электрическая подводная лодка из состава Тихоокеанского флота погибла в Японском море. Точная причина и место гибели неизвестны. |
| 04.04.1953 | Domlupinar (Бывшая USS Blower SS-325)               | Balao                                        | Турция         | 81                                           | 5        | К     | В Дарданеллах по дороге с учений в базу лодка столкнулась со шведским грузовым судном Naboland и быстро затонула на глубине 84 метра. Спасательная операция была безуспешна. В живых остались только пять человек, стоявшие на мостике. |
| 15.12.1954 | HMS Talent                                          | Подводные лодки класса Т                     | Великобритания | 4                                            |          | НС    | Дизель-электрическая лодка. Проходила плановый ремонт в сухом доке и была смыта из него в результате ошибок персонала. Погибли четверо рабочих. |
| 21.02.1955 | USS Pomodon (SS-486)                                | Tench                                        | США            | 5                                            |          | А→НС  | При зарядке аккумуляторов в порту Сан Франциско выделился водород, произошёл взрыв и пожар. |
| 16.06.1955 | HMS Sidon (P259)                                    | Subtle                                       | Великобритания | 13                                           | 0        | К     | Дизель-электрическая подводная лодка. Затонула после взрыва высокоскоростной торпеды Mark-12 «Fancy» в порту Портленда. Поднята спустя неделю после взрыва (в дальнейшем была использована в качестве мишени во время испытания нового сонара. Затонула 19 июня 1957 года). По результатам проведённого расследования, Королевским флотом больше не используются торпеды с окислителем, на основе перекиси водорода. |
| 12.08.1956 | М-259                                               | Проект А615, Quebec                          | СССР           | 4                                            |          | А→НС  | Дизель-электрическая торпедная подводная лодка Балтийского флота. Взрыв дизеля и пожар в машинном отделении. Пожар был потушен, лодка всплыла и вернулась на базу. |
| 1956       | М-255                                               | Проект А615, Quebec                          | СССР           | 7                                            |          | А→НС  | Дизель-электрическая торпедная подводная лодка Балтийского флота. Пожар в машинном отделении. |
| 21.11.1956 | М-200 «Месть»                                       | «Малютка» XV серии                           | СССР           | 28                                           | 6        | К     | Дизельная подводная лодка из состава Балтийского флота. Погибла в Суурупском проливе Балтийского моря в результате столкновения с эскадренным миноносцем «Статный» Балтийского флота. Через несколько дней поднята, переделана в УТС-69, но в 1958 году разделана на металл. |
| 19.08.1957 | USS Nautilus (SSN-571)                              | Единственная этого типа.                     | США            | 0                                            |          | ЧП    | Атомная торпедная лодка, первая АПЛ в мире. Первая попытка пройти подо льдом через точку Северного полюса сорвалась. Пробный выход под паковый лёд закончился аварийно: в точке, где эхоледомер показал отсутствие льда, подлодка всплыла, но вместо полыньи нарвалась на дрейфующую льдину, серьёзно повредив единственный перископ. |
| 22.08.1957 | М-351                                               | Проект А615, Quebec                          | СССР           | 0                                            |          | А     | Дизель-электрическая торпедная подводная лодка Черноморского флота. Во время отработки команды «Срочное погружение!» не были закрыты воздуховоды к дизелям. В результате в дизельный отсек поступило до 40 тонн воды и лодка практически вертикально ушла под воду и вонзилась в грунт на глубине 83 метра. 26 августа поднята на поверхность, экипаж спасён. |
| 26.09.1957 | М-256                                               | Проект А615, Quebec                          | СССР           | 35                                           | 7        | К     | Дизельная подводная лодка из состава Балтийского флота. Погибла в Таллинском заливе Балтийского моря в результате взрыва дизеля, вызвавшего нарушение герметичности прочного корпуса. |
| 04.05.1958 | USS Nautilus (SSN-571)                              | Единственная этого типа.                     | США            | ?                                            |          | А     | Атомная торпедная лодка, первая АПЛ в мире. Пожар в турбинном отсеке. Изоляция турбины тлела уже несколько дней, но причиной запаха считали свежую краску, пока внезапно не возникло сильное задымление отсека. Подводники в ДА не смогли найти источник дыма. Лодка шла в подводном положении из Панамы в Сан-Франциско. Сначала командир приказал всплыть на перископную глубину и вентилировать отсек через шноркель (который был на лодке по причине наличия резервных дизелей), но это успеха не имело. Всплыли в надводное положение и провентилировали отсек через люк. Установив источник дыма, матросы стали срезать изоляцию с турбины, но тут же вырвалось открытое пламя, которое потушили пенными огнетушителями. Только через 4 часа работавшие парами посменно по 10—15 минут члены экипажа ликвидировали возгорание. Данные о пострадавших и погибших весьма противоречивы. |
| 30.06.1958 | USS Stickleback (SS-415) и USS Silverstein (DE-534) | Balao и эскортный эсминец типа «Джон Батлер» | США            | 0                                            | 82       | К     | Дизель-электрический привод. Во время учений по противолодочной обороне произошло столкновение со сторожевым кораблём океанской зоны USS Silverstein (DE-534). Обломки затонули на глубине 3300 метров. Экипаж спасён. |
| 27.10.1958 | С-342 и танкер «Алазань»                            | Проект 613, Whiskey                          | СССР           | 7                                            |          | К     | Дизельная средняя подводная лодка проекта 613 из состава СФ (база в Полярном). При выходе из Екатерининской гавани столкнулась с танкером. Осталась на плаву, вернулась в базу, но в затопленном отсеке все погибли. Из первых 5 отсеков люди эвакуировались. В последнем 7 отсеке оставалось ещё семь человек, люк в нём был, но корма была притоплена и люк находился под водой. Фильтрация воды из затопленного отсека в соседние 5 и 7 приводила к росту дифферента, лодка в любой момент могла затонуть прямо у пирса. Буксирами лодку оттащили от пирса, развернули и с разгона выбросили на берег кормой во время прилива. Когда начался отлив, люк открыли и вывели семерых подводников, находившихся на грани смерти от удушья. Так удалось избежать ещё 7 жертв. |
| 19.06.1959 | С-99                                                | Проект 617                                   | СССР           | 0                                            |          | А     | Уникальная опытная лодка с дополнительной парогазотурбинной установкой проводила отработку пусков ПГТУ на разных глубинах. Запуски на 40 и 60 метрах прошли успешно, при пуске на 80 метрах произошёл мощный взрыв в 5 отсеке. В результате был пробит прочный корпус и возник пожар. Командир в тот же момент приказал продуть балластные цистерны, не дожидаясь доклада из отсеков. Это спасло лодку: провалившись до 115 метров, она остановилась и начала всплывать. На электромоторах лодка дошла до базы. Не восстанавливалась. |
| 19.09.1959 | М-252                                               | Тип М XV серии (проект 96)                   | СССР           | 7                                            |          | А→НС  | Дизель-электрическая торпедная лодка. Накануне трагедии получила запоздалое предупреждение о тайфуне и приказ вернуться в базу. В результате навигационной ошибки налетела на камни, корпус получил пробоины, экипаж покинул лодку по приказу командира. Вода была не очень холодной, но в полосе штормового прибоя семь человек насмерть разбились о камни. |

### 1960-е годы
| Дата       | Наименование                              | Классификация НАТО                                                                                                  | Государство  | Погибло                                        | Спаслось | Класс | Примечания |
| ---------- | ----------------------------------------- | --- | ------------ | ---------------------------------------------- | -------- | ----- | --- |
| 14.06.1960 | USS Sargo (SSN-583)                       | Skate | США          | 1                                              |          | А→НС  | Атомная подводная лодка. Во время стоянки в Перл-Харборе в результате утечки при заправке резервуаров сжатым кислородом произошёл пожар и последующий взрыв аккумуляторных батарей двух электродвигательных торпед Mark-37. Погиб подводник, отвечавший за перекачку кислорода, который закрылся в горящем отсеке. |
| 13.10.1960 | К-8                                       | Проект 627А, November                                                                                               | СССР         |                                                |          | А→НС  | Атомная подводная лодка. В одном из реакторов произошёл разрыв трубы охлаждения, в результате чего имела место утечка охлаждающей жидкости. У троих членов экипажа были выявлены видимые признаки острой лучевой болезни, 10 членов экипажа получили значительные дозы облучения. |
| 26.01.1961 | С-80                                      | Проект 644, Whiskey Twin-Cylinder                                                                                   | СССР         | 68                                             | 0        | К     | Ракетная дизель-электрическая подводная лодка проекта 644 из состава Северного флота затонула в Баренцевом море в результате затопления отсеков забортной водой через устройство РДП. Была поднята 24 июля 1969 года. |
| 12.04.1961 | К-19                                      | Проект 658, Hotel-I                                                                                                 | СССР         | 0                                              |          | ЧП    | В день первого полёта человека в космос К-19 едва не стала жертвой первой в мире АПЛ USS «Nautilus» (SSN-571), которая опасно маневрировала. В результате манёвра уклонения лодка ударилась носовой частью о грунт. Значительных повреждений не было. |
| 01.06.1961 | К-8                                       | Проект 627А, November                                                                                               | СССР         |                                                |          | А→НС  | Атомная подводная лодка. Во время отработки задач боевой подготовки произошёл разрыв парогенератора. Один человек комиссован с острой формой лучевой болезни. Часть личного состава получила различные дозы облучения. |
| 1961       | К-19                                      | Проект 658, Hotel-I                                                                                                 | СССР         | 1                                              |          | НС    | Ещё до выхода лодки в свой первый злополучный поход она потеряла члена экипажа. При погрузке ракет в шахты был насмерть раздавлен крышкой люка матрос. |
| 03.07.1961 | К-19                                      | Проект 658, Hotel-I                                                                                                 | СССР         | 8                                              | 96       | А→НС  | Атомная подводная лодка с баллистическими ядерными ракетами. Во время учений «Полярный круг», когда АПЛ следовала в Северную Атлантику для производства учебных стрельб. В районе норвежского острова Ян-Майен сработала аварийная защита реактора левого борта. Причиной аварии послужило резкое падение давления воды в системе охлаждения реактора. В процессе аварийных работ по созданию резервной системы охлаждения реактора 8 членов экипажа получили дозы радиоактивного облучения, ставшие смертельными. Они погибли от лучевой болезни, прожив после аварии от одной до трёх недель. Ещё 42 человека получили значительные дозы радиации. |
| 08.10.1961 | К-8                                       | Проект 627А, November                                                                                               | СССР         | 0                                              |          | А     | Атомная подводная лодка. Во время отработки атаки группы кораблей на первенство ВМФ, вновь открылась течь из парогенератора. |
| 11.01.1962 | Б-37 и С-350                              | Проект 641, Foxtrot и Проект 633, Romeo                                                                             | СССР         | 79                                             |          | К     | Дизельная подводная лодка Б-37 из состава Северного флота погибла в результате пожара и взрыва всего боезапаса первого отсека. Подводная лодка стояла у пирса в Екатерининской гавани базы посёлка Полярный; экипаж проводил плановый осмотр и проверку оружия и технических средств. Переборочные люки во всех отсеках были открыты. Два носовых отсека лодки были полностью уничтожены. Весь экипаж Б-37 (59 человек) моментально погиб в результате воздействия ударной волны и отравления газообразными продуктами взрыва. Вторым корпусом к Б-37 стояла подводная лодка С-350. После взрыва в прочном корпусе первого отсека С-350 образовалась трещина, первый и второй отсеки заполнились водой. Погибли 11 человек. Также погибло 5 человек из других экипажей и 4 человека из персонала береговой базы. |
| 10.05.1962 | USS Permit (SSN-594) и «Hawaiian Citizen» | Thresher и сухогруз                                                                                                 | США          | 0                                              |          | A     | Атомная торпедная подводная лодка. При пробном погружении в районе островов Фараллон (англ. Farallon Islands, в 30 милях от Сан-Франциско, штат Калифорния) произошло столкновение с грузовым судном «Hawaiian Citizen». |
| 10.04.1963 | USS Thresher (SSN-593)                    | Thresher | США          | 129 (112 экипаж и 17 гражданских специалистов) | 0        | К     | Атомная торпедная подводная лодка. При плановом погружении на максимальную глубину некачественная пайка шва трубопровода с забортной водой привела к проникновению воды в реакторный отсек, остановке реактора и потере хода. При попытке экстренного всплытия в системе продувки цистерн главного балласта из-за влажного воздуха высокого давления образовались ледяные пробки. Последнее сообщение командира лодки было крайне плохо слышно, различимы лишь слова «пробуем продуть». Лодка «провалилась» на запредельную глубину вплоть до разрушения прочного корпуса. Отмечено появление радиоактивности, что косвенно указывает на разрушение реактора. Обломки покоятся на глубине 2 560 метров. После этого события всю серию лодок «тип Трешер» (по имени первой лодки) переименовали в «тип Пермит» (по имени второй) Это первая в истории гибель атомной подводной лодки и эта авария так и осталась рекордной в подводном флоте по числу жертв в послевоенной истории. |
| 17.08.1963 | К-133                                     | 627А «Кит» | СССР         | 0                                              |          | НС    | Атомная подводная лодка. В учебном походе в подводном положении произошла авария главной энергетической установки (ГЭУ) левого борта с выходом её из строя и повышением радиоактивного фона. В течение 38 часов силами экипажа нештатная ситуация устранена, лодка продолжила выполнение учебного похода силами ГЭУ правого борта. |
| 27.08.1963 | USS Grayback (SSG-574)                    | Grayback | США          | 1                                              |          | А-НС  | Дизельная лодка с крылатыми ракетами. Шла на перископной глубине под шноркелем (РДП), заряжая аккумуляторы. В условиях сильной качки в аккумуляторном отсеке произошло короткое замыкание и пожар. Один человек не успел покинуть отсек и задохнулся. Лодка своим ходом вернулась на базу в Перл Харбор. |
| 03.12.1964 | ORP Sęp                                   | Подводные лодки типа «Ожел»                                                                                         | Польша       | 8                                              |          | А     | Дизель-электрическая подводная лодка типа «Ожел». Из-за недостаточной вентиляции во время зарядки аккумулятора, а также из-за ошибки электрика, подавшего слишком высокое напряжение, произошло накопление водорода в аккумуляторной яме. Произошёл взрыв, в отсеке начался пожар. Взрывом повредило переборки соседних отсеков, в результате чего моряки, находившиеся в аккумуляторной яме, оказались изолированы и погибли. После годичного ремонта лодка вернулась в строй. |
| 12.02.1965 | К-11                                      | Проект 627А, November                                                                                               | СССР         | ?                                              | ?        | А→НС  | 07.02.1965 года на заводе в городе Северодвинске, началась перезагрузка активной зоны реактора. При подрыве крышки реактора был зафиксирован выброс паровоздушной смеси из-под крышки и резкое ухудшение радиационной обстановки. В течение пяти суток работы не велись, специалисты пытались выяснить причину происшедшего. Сделав неправильные выводы, 12.02.1965 года начали повторный подрыв крышки, при этом опять нарушили технологию (применили нештатную систему фиксации компенсирующих решёток). При отделении крышки от корпуса произошёл выброс радиоактивной паровоздушной среды из-под крышки и начался пожар. В результате погибла часть личного состава АПЛ, остальные получили большие дозы облучения. Об уровнях радиоактивного загрязнения и облучения личного состава официальные данные до сих пор не опубликованы. Реакторный отсек был вырезан из лодки и затоплен в районе Новой Земли, а лодка переведена в состав Тихоокеанского флота.                  |
| 25.09.1965 | М-258                                     | Проект А615, Quebec                                                                                                 | СССР         | 4                                              | 38       | А→НС  | Дизель-электрическая торпедная подводная лодка Балтийского флота. Взрыв аккумуляторной батареи в трюме шестого отсека. Переборочным люком убило 4 моряков в седьмом отсеке. Пожар был потушен, лодка отбуксирована на базу. |
| 20.11.1965 | К-74                                      | Проект 675, Echo-II                                                                                                 | СССР         | 0                                              |          | А     | Атомная ракетная подводная лодка. Обрыв лопаток главной турбины. |
| 14.09.1966 | U-Hai                                     | тип XXIII | ФРГ          | 19                                             | 1        | К     | Бывшая дизельная подводная лодка Третьего рейха, переданная Бундесмарине после подъёма и капитального ремонта в 1956 году. На момент гибели числилась учебной. Затонула в результате сильного шторма в районе Доггер-банки. Дизельный отсек залило через устройство РДП, когда вода начала поступать через верхний люк, командир приказал эвакуироваться, но успели только 10 человек. Выжил только один, его подобрали через 10 часов. Он рассказал, что его товарищи погибли не столько от холодной воды, сколько от нападения чаек. Лодка была поднята 24 сентября. Разрезана на металлолом. |
| 10.11.1966 | USS Nautilus (SSN-571) и USS Essex (CV-9) | Единственная ПЛ этого типа и авианосец — головной корабль своего типа, на тот момент переклассифицированый в CVS-9. | США          | 0                                              |          | ЧП    | Атомная торпедная лодка, первая АПЛ в мире. Наутилус во время учений выходил в перископном положении в атаку на авианосец и столкнулся с ним. Лодка серьёзно повредила рубку и своим ходом ушла в базу на ремонт. Авианосец получил подводную пробоину, но остался на плаву. |
| 15.07.1967 | Б-31                                      | Проект 641, Foxtrot                                                                                                 | СССР         | 4                                              | 71       | А→НС  | Дизельная подводная лодка Б-31 из состава Северного флота. Во время шестидневной арабо-израильской войны патрулировала побережье Египта. В Тунисском проливе Средиземного моря в трюме центрального поста произошло возгорание топлива. Из-за неисправности средств пожаротушения отсек был оставлен экипажем и задраен. В дыму погибли 4 моряка. |
| 08.09.1967 | К-3 «Ленинский комсомол»                  | Проект 627А, November                                                                                               | СССР         | 39                                             | 65       | А→НС  | Атомная подводная лодка. Пожар в I и II отсеках при нахождении на боевом дежурстве в Норвежском море. Самостоятельно вернулась в базу. |
| 25.01.1968 | INS Dakar (Z-77)                          | Triton | Израиль      | 62                                             | 0        | К     | Пропала без вести в Средиземном море при переходе из Портленда (Великобритания) в Хайфу, где должна была войти в состав ВМС Израиля. Найдена 29 мая 1999 года между Критом и Кипром на глубине 3000 метров. |
| 27.01.1968 | Minerve (S-647)                           | Daphné | Франция      | 52                                             |          | К     | Затонула в Средиземном море при движении под РДП всего за четыре минуты. Точные причины гибели — неизвестны. Обнаружена на глубине 2370 м в 45 км от Тулона, кораблём США исследовавшим морское дно у берегов Франции в середине июля 2019 года.. |
| 08.03.1968 | К-129                                     | Проект 629А, Golf-II                                                                                                | СССР         | 97                                             | 0        | К     | Дизель-электрическая ракетная подводная лодка из состава Тихоокеанского флота погибла в точке с координатами 40°06′ с. ш. 179°57′ з. д., в 750 милях от острова Оаху. Была вооружена ядерными боеприпасами (торпедами и ракетами). Частично поднята 12 августа 1974 года в результате секретной операции ЦРУ «Проект Азориан» с глубины порядка 5 000 метров. |
| 22.05.1968 | USS Scorpion (SSN-589)                    | Skipjack | США          | 99                                             | 0        | К     | Погибла в Атлантическом океане, в 400 милях к юго-западу от Азорских островов. Трагедия случилась за 5 дней до возвращения ПЛ в базу в Норфолк. Причина гибели до сих пор не ясна, хотя официальной версией является взрыв торпеды Mark-37. Периодические исследования радиационного фона на месте трагедии показывают отсутствие утечки радиоактивных материалов из реактора и двух торпед Mark-45-ASTOR с ядерными боеголовками. Обломки покоятся на глубине 3300 м. |
| 24.05.1968 | К-27                                      | Проект 645 ЖМТ, November                                                                                            | СССР         | 9 (в других источниках — 5 в течение месяца).  |          | А→НС  | Атомная торпедная подводная лодка, модификация 627 проекта, отличающаяся тем, что в энергетической установке в качестве теплоносителя применялась расплавленная смесь свинец-висмут. В ходе испытаний ГЭУ в режиме полного хода реактор вышел из-под контроля, мощность стала резко падать. Авария сопровождалась выбросом радиоактивного газа в реакторный отсек, откуда он стал распространяться по всем отсекам. Все члены экипажа получили различные дозы радиации, однозначно судить о причинах последующей смерти в различные сроки после аварии около 30 подводников сложно Лодка в море больше не выходила, простояла 14 лет на приколе в губе Гремиха, в сентябре 1982 г. затоплена на глубине 33 метра возле архипелага Новая Земля. |
| 27.08.1968 | К-140                                     | Проект 667А «Навага»                                                                                                | СССР         | 0                                              |          | ЧП    | После модернизационных работ произошёл несанкционированный выход ядерного реактора на мощность. В результате аварии активная зона и реактор были выведены из строя и заменены. Радиационная обстановка в реакторном отсеке резко ухудшилась, однако разгерметизации первого контура не произошло. |
| 09.10.1968 | К-131                                     | Проект 675, Echo-II                                                                                                 | СССР         | 0                                              |          | ЧП    | Столкновение с неизвестной иностранной ПЛ. |
| 11.02.1969 | USS Chopper (SS-342)                      | Balao | США          | 0                                              |          | А     | Дизель-электрический привод. Лодка шла со скоростью 7—9 узлов на глубине около 50 метров, когда внезапно возник перебой электропитания. Лодка потеряла ход, стала неуправляемой и с быстро растущим дифферентом на нос стала проваливаться на глубину. Через 60 секунд в почти вертикальном положении она достигла глубины около 330 метров носом (корма на 240 метрах). Экипаж успел продуть балластные цистерны и остановил падение лодки, после чего она начала всплывать. Во время всплытия сначала выровнялся дифферент на нос, затем быстро стал нарастать дифферент на корму и через 120 секунд после сбоя электропитания лодка выскочила на поверхность снова в почти вертикальном положении, но уже носом вверх. Как ни странно, после всего этого лодка добралась в базу своим ходом. Пострадавших не было, но корпус оказался серьёзно повреждён стремительными перепадами давления и в сентябре лодку признали не подлежащей ремонту.                                  |
| 15.05.1969 | USS Guitarro (SSN-665)                    | Sturgeon | США          | 0                                              |          | А     | Атомная подводная лодка. Затонула на глубине 10 м прямо у пирса в результате попеременного заполнения носовых и кормовых балластных цистерн двумя разными группами специалистов, которым для работы требовалась разная дифферентовка лодки, и которые не знали о действиях друг друга. Поднята через 3 дня, ремонт обошёлся по разным данным в 15—35 млн долларов. |
| 15.11.1969 | К-19 и USS Gato (SSN-615)                 | Проект 658М, Hotel-II и Thresher (Permit)                                                                           | СССР и · США | 0                                              |          | А     | Атомная подводная лодка с баллистическими ядерными ракетами. Во время отработки учебных задач в Баренцевом море (на траверзе мыса Териберский), на глубине 60 м столкнулась с американской АПЛ Gato (SSN-615). После аварийного всплытия своим ходом вернулась в базу. |

### 1970-е годы
| Дата                            | Наименование                         | Классификация НАТО                                                  | Государство     | Погибло               | Спаслось   | Класс | Примечания |
| ------------------------------- | ------------------------------------ | ------------------------------------------------------------------- | --------------- | --------------------- | ---------- | ----- | --- |
| 04.03.1970                      | Eurydicé (S-644)                     | Daphné                                                              | Франция         | 57                    |            | К     | Во время отработки трёхчасовой программы тренировки, через пять минут после последней связи, геофизической лабораторией был зафиксирован подводный взрыв. В результате совместной поисково-спасательной итальяно-французской операции спасателями было замечено несколько обломков и нефтяное пятно. Лодку обнаружить не удалось. Предположительно лодка затонула на глубине 750 м неподалёку от мыса Камарат (в 35 милях от Тулона) в Средиземном море. Погибли 56 французских моряков и один пакистанский офицер. Причина гибели подлодки не установлена. |
| 08.04.1970 (затонула 12 апреля) | К-8                                  | Проект 627А, November                                               | СССР            | 52                    | 46         | А→К   | Атомная подводная лодка из состава Северного флота погибла в Бискайском заливе. Первая потеря советского атомного флота. Пожар начался почти одновременно в 3 и 7 отсеках 8 апреля около половины 11 ночи. Несколько суток борьбы за живучесть лодки ни к чему не привели. Аварийная команда (22 человека) по приказу командира Бессонова осталась на лодке в ночь на 12 апреля, все погибли вместе с лодкой, не считая погибших при пожаре. До сих пор ведутся споры о наличии и количестве ядерных боеприпасов на борту лодки. По советским данным с лодкой затонули два заглушенных реактора и 4 ядерные торпеды. |
| 20.06.1970                      | К-108 и USS Tautog (SSN-639)         | Проект 675, Echo-II                                                 | СССР и · США    | 0                     | 109 (104?) | А     | АПЛ с крылатыми ракетами. На глубине 45 метров столкнулась с АПЛ США SSN-639 «Totor». Стала быстро проваливаться в глубину с большим дифферентом на нос, но вскоре смогла удержать глубину, затем всплыла. Заглушенные автоматической защитой реакторы запустили, но при попытке дать ход выяснилось, что заклинен правый винт. Подошедший буксир доставил лодку в базу, где обнаружились повреждения стабилизатора, лёгкого корпуса в районе 8—10 отсека и вмятина прочного корпуса в 9 отсеке. На американской лодке повреждено ограждение и люк рубки, сама прочная рубка заполнилась водой, жертв также не было. |
| 20.08.1970                      | Galateé и Maria van Riebeeck         |                                                                     | Франция и · ЮАР | 6 на Galateé          |            | А     | Maria van Riebeeck (первая южноафриканская подводная лодка французской постройки) возвращалась во французский порт Тулон ночью в надводном положении. Одновременно из порта выходила также в надводном положении Galateé. Лодки поздно заметили друг друга и совершили резкие манёвры, что только усугубило ситуацию и южноафриканская лодка почти под прямым углом протаранила французскую, на которой погибли 6 человек. |
| 30.09.1971                      | Alliance                             | Класс А                                                             | Великобритания  | 1                     |            | НС    | Дизель-электрическая лодка заряжала аккумуляторы в Портсмуте. Взрыв водорода убил одного и серьёзно ранил 14 человек. Лодку починили и вернули в строй. |
| 04.12.1971                      | PNS Ghazi (SS-479)                   | Tench                                                               | Пакистан        | 92                    |            | К     | Во время третьей индо-пакистанской войны ПЛ подорвалась на собственных минах и затонула на виду индийской военно-морской базы Вишакхапатнам. Есть также версия, что взрыв в носовой части был внутренним, возможно, взрыв собственных торпед или мин. |
| 12.12.1971                      | USS Dace (SSN-607)                   | Thresher/Permit                                                     | США             | 0                     |            | ЧП    | Во время перекачки радиоактивной охлаждающей жидкости с атомной подводной лодки USS Dace на плавбазу подводных лодок USS Fulton (AS-11) в Нью-Лондоне (штат Коннектикут), в реку вылилось 1890 литров радиоактивной охлаждающей жидкости. Пентагон заявил, что подобные происшествия имели место и в прошлом, однако ввиду отсутствия опасности для людей о них не сообщалось. |
| 24.02.1972                      | К-19                                 | Проект 658М, Hotel-II                                               | СССР            | 30 (28 и 2 спасателя) | 76         | А→НС  | Атомная подводная лодка с баллистическими ядерными ракетами. При возвращении в базу с боевого патрулирования в Северной Атлантике произошёл объёмный пожар в девятом отсеке. В 10-м отсеке отрезанными оказались 12 человек. Освободить их удалось только на базе через 23 дня после пожара. |
| 14.06.1973                      | К-56                                 | Проект 675, Echo-II                                                 | СССР            | 27                    | 140        | А→НС  | Столкновение атомной ракетной подводной лодки из состава Тихоокеанского флота с научно-исследовательским судном (в иностранных источниках — судно радиоэлектронной разведки) «Академик Берг» при возвращении в базу. Капитан спас экипаж, выбросив лодку на отмель. Столкновение «Академика Берга» с К-56 было отнесено к разряду «навигационных происшествий с тяжёлыми последствиями». Погибли 16 офицеров, 5 мичманов, 5 матросов, один гражданский специалист из Ленинграда. На месте захоронения 19 моряков в центре кладбища г. Шкотово-17 (ныне г. Фокино) установлен мемориал «Скорбящая мать». |
| 3.11.1974                       | К-306 и USS James Madison (SSBN-627) | Проект 671 "Ёрш", James Madison                                     | СССР, США       | неизвестно            | ??         | ??    | Столкновение произошло возле базы ВМС США Холи-Лох в водах западного побережья Шотландии. Обе подводные лодки всплыли, советская подлодка затем погрузилась снова. Данных о степени ущерба нет, сразу после катастрофы не было. Центральное разведывательное управление США рассекретило правительственную телеграмму о столкновении советской и американской подлодок. Инцидент, по данным ЦРУ, имел место в ноябре 1974 года. В тексте телеграммы, адресованной Генри Киссинджеру (на тот момент советнику президента США), говорится, что подлодки столкнулись возле берегов Шотландии. «Мы только что получили сообщение из Пентагона о столкновении нашей подводной лодки типа James Madison с советской субмариной», — говорится в тексте документа. Там уточняется, что подлодка James Madison покидала базу Холи-Лох в Шотландии и столкнулась с подлодкой СССР. Обе подлодки после удара всплыли, затем советская подлодка снова погрузилась и покинула район ЧП. О повреждениях ничего не говорится, также не уточняется, какая именно подлодка СССР участвовала в инциденте.                                                       |
| 25.01.1975                      | К-57                                 | Проект 675, Echo-II                                                 | СССР            | 2                     |            | А→НС  | Атомная ракетная подводная лодка с крылатыми ракетами. После проведения внутри подлодки покрасочных работ произошёл несанкционированный пуск системы пожаротушения пятого отсека. В результате двое подводников отравились смесью паров этиленового лака и фреона. |
| 01.03.1975                      | Б-105 (пр. 641) и К-475 (пр. 667Б)   | Foxtrot (пр. 641) и Delta I (пр. 667Б)                              | СССР            | 0                     |            | НШ    | Столкновение произошло в Кольском заливе. АПЛ К-475 следовала на базу, дизельная Б-105 выходила в море. Ошибочно приняв встречную лодку за дозорный корабль, атомоход допустил опасное сближение. Б-105 шла без включённого радиолокатора, несмотря на предупреждение о возможности встречи с атомоходом. Оказавшись на расстоянии 4—5 кабельтовых, лодки одновременно повернули в одну сторону, и дизельная лодка ударила атомоход в правый борт под углом 35°—40°. К-475 получила повреждения лёгкого корпуса, у Б-105 была повреждена гидроакустическая станция, а торпедный аппарат № 5 вышел из строя |
| 11.04.1975                      | н/д                                  | Проект 667А «Навага»                                                | СССР            | 0                     |            | НШ    | Подводная лодка неустановленного номера возвращалась на базу с патрулирования в Средиземном море. Следуя незнакомым маршрутом, лодка вышла прямым курсом на банку Гёттисберг и допустила касание дна, в результате чего получила небольшие повреждения лёгкого корпуса. До середины следующей ночи лодка продолжала движение в надводном положении. |
| 11.12.1975                      | К-447 «Кисловодск»                   | Проект 667Б «Мурена», Delta                                         | СССР            | 6                     |            | ЧП    | Атомная ракетная подводная лодка стояла в базе. Внезапно налетел ураган. Лодка снялась со швартовых и пошла в море. Швартовые команды ещё убирали концы, когда лодку накрыло несколькими мощными волнами. Шесть человек оказались за бортом, тела нашли только следующим утром. |
| 30.03.1976                      | К-77                                 | Проект 651, Juliett                                                 | СССР            | 2                     | 76         | А     | Дизельная лодка с крылатыми ракетами (в 1977 переименована в Б-77). Возник пожар в 5 отсеке, ликвидированный системой ЛОХ (лодочная объёмная химическая с использованием фреона). Но фреон также ошибочно был подан и в 7 отсек, где погибли 2 человека, ещё 9 человек из этого отсека судовой врач успел спасти. Причина пожара — забытый на переключателе гаечный ключ, причина ошибки подачи фреона — неверная маркировка на системе ЛОХ. Виновником был признан судоремонтный завод. |
| 18.04.1976                      | К-116 и грузовой теплоход «Вольск»   | Проект 675, Echo-II                                                 | СССР            | 0                     |            | ЧП    | Атомная лодка с крылатыми ракетами. Выходила из базы, следуя в горле Авачинской губы. Навстречу шёл грузовой теплоход «Вольск», самовольно продолжавший движение, хотя фарватер был закрыт. Береговые службы на это не отреагировали. В условиях плохой видимости (1,5—2 каб.) визуальный контакт возник слишком поздно, несмотря на попытку манёвра, «Вольск» нанёс скользящий удар в правый борт лодки, которая получила вмятины прочного корпуса, повреждения лёгкого корпуса и пробоину балластной цистерны, после чего вернулась на базу для ремонта. |
| 16.07.1976                      | К-469                                | Проект 671В «Ёрш», Victor-I                                         | СССР            | 0                     |            | НШ    | Подводная лодка находилась в Филиппинском море. По ошибке приняв собственные отражённые от кораллового рифа шумы за шум винтов иностранной подводной лодки, допустила столкновение с рифом. Позже в данном районе была обнаружена не обозначенная на картах банка. |
| 28.08.1976                      | К-22 и фрегат ВМС США «Воуг»         | Проект 675, Echo-II                                                 | СССР и · США    | 0                     |            | ЧП    | Атомная подводная лодка с крылатыми ракетами находилась в Средиземном море недалеко от острова Крит. Обнаружив в перископ американский фрегат DE-1097 «Моинестер», командир решил попрактиковаться в маневрировании. Дистанцию он определил на глаз, второй фрегат неподалёку не заметил, в планы свои старпома и штурмана не посвятил, а беспорядочные смены курса и глубины крайне мешали работе гидроакустиков. В итоге, в очередной раз всплыв на перископную глубину, он увидел второй фрегат «Воуг» FF-1047 прямо перед собой. Времени на предотвращение столкновения уже не оставалось, и лодка на скорости 18 узлов протаранила его в бок сначала носовой частью, а затем и рубкой, получив значительные повреждения корпуса, рубки, выдвижных устройств и ракетного контейнера. Лодка вернулась в базу сама, но ремонт занял много месяцев. Фрегат также был сильно повреждён, лишился хода, несколько человек вылетели за борт, но не пострадали. Судно отбуксировали в базу, ремонт обошёлся в 600 тыс. $. За все эти «манёвры» командир был переведён на берег на должность заместителя начальника штаба 11-й флотилии в Гремихе. |
| 11.09.1976                      | К-424                                | Проект 667БДР «Кальмар», Delta III                                  | СССР            | 0                     |            | НШ    | При выполнении манёвра под управлением командира второго экипажа, не имевшего допуска к самостоятельному управлению, произошло касание грунта с повреждением лёгкого корпуса и гидроакустических станций. |
| 24.09.1976                      | К-47                                 | Проект 675, Echo-II                                                 | СССР            | 3                     | 101        | А     | Атомная ракетная подводная лодка. Пожар на борту во время движения в Северной Атлантике. |
| 04.07.1976                      | К-387                                | Проект 671РТ («Сёмга»), Victor-II                                   | СССР            | 1                     | 100        | А     | Атомная торпедная подводная лодка. Авария ГЭУ (разрыв главного конденсатора). |
| 16.01.1977                      | К-115                                | Проект 627А, «Кит», November                                        | СССР            | 1                     | 103        | А→НС  | Атомная торпедная подводная лодка. В результате попадания масла в регенеративный патрон ИДА он воспламенился. Один человек получил ожоги 60 % тела и скончался. |
| 17.02.1977                      | К-462 и рыболовное судно             | Проект 667БДР «Кальмар»                                             | СССР            | 0                     |            | НШ    | Подводная лодка двигалась на перископной глубине. Одно из шести рыболовных судов, находившихся в районе, изменило курс на лодку и, несмотря на предпринятый лодкой манёвр уклонения, столкнулось с ней. Повреждения получили перископы и антенные устройства. |
| 21.08.1977                      | Б-41                                 | Проект 641, Foxtrot                                                 | СССР            | 0                     |            | НШ    | Во время дежурства в Средиземном море намотала на линию левого вала якорный трос плавучей буровой платформы. Удаление троса произведено водолазами прибывшей на помощь плавучей базы. |
| 20.09.1977                      | USS Ray (SSN-653)                    | Sturgeon                                                            | США             | 0                     |            | ЧП    | Атомная подводная лодка в Средиземном море в подводном положении столкнулась с коралловым рифом. Причинами считается отказ оборудования и недостаточная подготовка экипажа. На лодке уничтожен сонар и слетел с креплений резервный дизель. Лодку восстановили за год (стоимость ремонта 2 млн $) и она прослужила до 1993 года. |
| 13.04.1978                      | К-308 и К-490                        | Проект 670, «Скат», Charlie-I и Проект 667БДР, «Кальмар», Delta-III | СССР            | 0                     |            | ЧП    | Атомные лодки с крылатыми (308) и баллистическими (490) ракетами. К-308 возвращалась в базу из северо-восточной Атлантики, сбившись с курса на 12 миль. К-490 выполняла задачи в полигонах БП. На обеих лодках были значительные упущения организации штурманской и радиолокационной службы. Лишь по счастливой случайности столкновение было скользящим, повреждения незначительны. |
| 22.05.1978                      | USS Puffer (SSN-652)                 | Sturgeon                                                            | США             | 0                     |            | А     | Атомная подводная лодка. Из системы охлаждения реактора вылилось значительное количество радиоактивной жидкости. Жертв нет, но многие получили ожоги. Данные об объёме утечки и причинах аварии самые противоречивые. |
| 28.06.1978                      | К-42 и танкер «Силуэт»               | Проект 627А, «Кит», November                                        | СССР            | 0                     |            | НШ    | При движении подводной лодки в тумане не был вовремя обнаружен манёвр танкера. Столкновение произошло при почти погашенной скорости. Лёгкие повреждения получили обшивка и гидроакустическая станция. |
| 11.12.1978                      | К-171                                | Проект 667Б «Мурена», Delta                                         | СССР            | 3                     |            | ЧП→НС | Атомная ракетная подводная лодка возвращалась после стрельб в базу в надводном положении. В результате неправильных действий экипажа несколько тонн воды вылилось на крышку реактора. Командир БЧ-5 не доложил командиру лодки и попытался выпарить воду и провентилировать отсек. Чтобы проверить обстановку, он и ещё двое подводников зашли в отсек и задраились, после чего из-за роста температуры и давления открыть люк не смогли и погибли. |
| 19.12.1978                      | К-313 и МПК-90                       | Проект 670, «Скат», Charlie и Проект 204, Poti                      | СССР            | 0                     |            | НШ    | При выходе из бухты атомная подводная лодка столкнулась со стоящим на бочке дозорным кораблём МПК-90. В результате скользящего удара оба корабля получили незначительные повреждения. |
| 16.03.1979                      | С-233 и ТЛ-12                        | Проект 613, Whiskey и Проект 368Т                                   | СССР            | 0                     |            | НШ    | При переходе в Балаклаву в условиях плохой видимости подводная лодка обнаружила на курсовом угле торпедолов ТЛ-12. Не снижая скорости, лодка продолжала движение до визуального обнаружения цели. После этого была подана серия коротких звуковых сигналов, других мер по предотвращению столкновения до последнего момента не предпринималось. ТЛ-12 ударил лодку в левый борт. Повреждения получили носовая часть торпедолова и лёгкий корпус лодки. |
| 02.07.1979                      | К-116                                | Проект 675, Echo-II                                                 | СССР            | 0                     |            | А     | При переходе из бухты Павловского в залив Владимира в надводном положении произошла авария реактора левого борта — большая течь теплоносителя по крышке реактора, вскипание теплоносителя и разгерметизация активной зоны. Газовая и аэрозольная активность распространилась по всем отсекам, что привело к переоблучению личного состава (часть личного состава получила радиоактивное поражение различной степени тяжести). В дальнейшем исключена из состава флота, длительное время находилась в отстое, утилизирована в 2010 году. |
| 1979                            | К-436 и СКР-59                       | Проект 667А «Навага», Yankee и Проект 50, Riga                      | СССР            | 0                     |            | НШ    | Во время учений сторожевые корабли СКР-59 и СКР-138 по приказу руководителя учений и вопреки плану переместились в новую точку. К-436, выполнив учебную стрельбу, резко всплыл под СКР-59, что привело к крену сторожевика в 30° и последующему соскальзыванию в воду с носовой части лодки. Корпуса кораблей получили небольшие повреждения. |

### 1980-е годы
| Дата                            | Наименование                      | Классификация НАТО                                                | Государство    | Погибло                                 | Спаслось                    | Класс | Примечания |
| ------------------------------- | --------------------------------- | ----------------------------------------------------------------- | -------------- | --------------------------------------- | --------------------------- | ----- | --- |
| 10.07.1980                      | Б-833 (ранее Б-133) и Б-88        | Проект 641, Foxtrot и Проект 611, Zulu                            | СССР           | 0                                       |                             | НШ    | После проведения учебных стрельб при маневрировании в условиях плохой видимости столкнулись подводные лодки Б-833 (флагман) и Б-88. В результате корабли получили повреждения лёгкого корпуса, а на Б-88, кроме этого, была разбита акустическая станция. |
| 21.08.1980                      | К-122                             | Проект 659Т, Echo-I                                               | СССР           | 14                                      |                             | А→НС  | Атомная торпедная подводная лодка. Пожар в 7 отсеке восточнее японского острова Окинава. После ремонта состояние лодки расценено как неудовлетворительное, она больше в море не выходила и после 15 лет отстоя разделана на металл в 1995. |
| 12.03.1981                      | Б-6                               | Проект 641, Foxtrot                                               | СССР           | 0                                       |                             | НШ    | Ночью при сильном тумане лодка села носом на каменистую береговую отмель. В результате повреждения получил гидролокатор. |
| 20.03.1981                      | К-43 и К-184                      | Проект 670 «Скат», Charlie-I и Проект 675, Echo-II                | СССР           | 0                                       |                             | НШ    | Во время учений из-за несоблюдения схемы и графика погружения столкнулись атомные подводные лодки К-43 и К-184. Обе лодки получили повреждения лёгкого корпуса. |
| 09.04.1981                      | USS George Washington (SSBN-598)  | George Washington                                                 | США            | 2 на борту Nissho Maru                  | 13 c Nissho Maru            | ЧП→НС | Атомный ракетоносец протаранил при всплытии в Южно-Китайском море небольшое японское грузовое судно. При этом погибли капитан и матрос. Лодка быстро скрылась с места происшествия, не пытаясь помочь терпящим бедствие, а судно через 15 минут затонуло. Оставшихся в живых лишь через сутки подобрал корабль ВМФ Японии. Американцы пытались отрицать причастность к аварии, но затем её пришлось признать и Р. Рейган принёс официальные извинения. Командир и вахтенный офицер были сняты с должностей. |
| 23.05.1981                      | К-211                             | Проект 667БДР «Кальмар», Delta III                                | СССР           | 0                                       |                             | ЧП    | В подводном положении произошло столкновение с неизвестной ПЛ, которая, не всплывая, ушла из района аварии. Советская комиссия тогда по характеру застрявших в корпусе обломков заключила, что это американская ПЛ класса «Стёджен». Вторая подлодка до сих пор не идентифицирована. |
| конец 1981                      | HMS Sceptre (S104)                | «Суифтшюр»                                                        | Великобритания | 0                                       |                             | ЧП    | В 1981 году в арктических водах столкнулась с неопознанной советской АПЛ, потеряв её на своих радарах получасом ранее. В 1991 году Дэвид Форгэн, служивший на HMS Sceptre, заявил в телевизионном интервью, что лодка, с которой они столкнулись, была советской АПЛ К-211. |
| 05.09.1981                      | Б-413                             | Проект 641, Foxtrot                                               | СССР           | 0                                       |                             | НШ    | Из-за ошибки в определении местонахождения подводная лодка оказалась вблизи затонувшего судна и в результате касания получила повреждения корпуса и гидроакустической станции. |
| 10.09.1981                      | К-45 и траулер «Новокачалинск»    | Проект 659(Т), Echo I                                             | СССР           | 0                                       |                             | НШ    | При движении в районе скопления рыболовных судов подводная лодка К-45 протаранила рыболовный траулер «Новокачалинск». В борту траулера образовалась пробоина, лодка получила повреждения лёгкого корпуса и гидроакустических станций. |
| 21.10.1981                      | С-178 и «Рефрижератор-13»         | Проект 613, Whiskey                                               | СССР           | 32 (26 тел нашли + 6 пропали без вести) | 24                          | К     | Дизельная средняя подводная лодка проекта 613В из состава Тихоокеанского флота погибла в результате столкновения с РФС «Рефрижератор-13» в узкой бухте Золотой Рог на виду Владивостока. Подводная лодка пыталась уйти от столкновения. Подводную лодку приняли за рыбацкий корабль. Из-за бездарно организованной спасательной операции в воде рядом с Владивостоком и РВС «Рефрижератор-13» замёрзло и погибло множество людей. При попытке части экипажа самостоятельно выйти через торпедные аппараты трое бесследно исчезли. Основная вина принадлежит РФС «Рефрижератор-13». Командир С-178 и старпом РФС-13 были осуждены на 10 лет. 15 ноября 1981 года С-178 была поднята на поверхность, после осушения отсеков и выгрузки торпед лодку отбуксировали в сухой док Дальзавода. Восстановление лодки было признано нецелесообразным. |
| 27.10.1981                      | С-363                             | Проект 613, Whiskey                                               | СССР           | 0                                       |                             | ЧП    | Дизельная средняя подводная лодка проекта 613. В результате серьёзной ошибки штурмана в вычислениях местоположения лодки (ошибка составила 57 миль) лодка в надводном положении ночью села на мель в территориальных водах Швеции в нескольких десятках метров от берега. Пострадавших не было, но инцидент получил пренеприятную международную огласку. Флотские остряки прозвали лодку «Шведский комсомолец». Была снята с мели вспомогательным судном 6 ноября, 7 ноября вернулась в базу. В дальнейшем после списания и демонтажа оборудования продана в Швецию |
| 04.12.1981                      | С-158                             | Проект 644, Whiskey Twin Cylinder                                 | СССР           | 0                                       |                             | НШ    | При отходе от причала в порту Сухуми задним ходом из-за недостаточного поворота кормы лодка села на мель килем. При попытке сняться с мели из-за перегрузки сгорела аккумуляторная батарея. |
| 07.12.1981                      | БС-486 «Комсомолец Узбекистана»   | Проект 940 «Ленок», India                                         | СССР           | 2                                       | 103                         | А     | Дизельная спасательная лодка. При следовании в Охотском море прогорело уплотнительное кольцо выхлопного клапана и в отсеки пошёл угарный газ. 86 человек из 105 на борту потеряли сознание, двое скончались. |
| 17.01.1982                      | USS Grayback (LPSS-574)           | Grayback                                                          | США            | 5                                       | 1                           | А→НС  | Бывший ракетоносец, переоборудованный в транспортную лодку, способную высаживать водолазов. В ходе учений в результате неисправности клапана из водолазного колокола была откачана не только вода, но и воздух. Только один водолаз остался в живых. Родственники погибших по суду получили $4,25 млн от компании General Dynamics, производителя колокола. |
| 08.04.1982                      | К-123 (1976)                      | Проект 705K, «Лира», Alfa                                         | СССР           | 0                                       | 32                          | А     | Атомная торпедная скоростная противолодочная подводная лодка. При БП в районе острова Медвежий (Баренцево море) произошла авария энергетической установки с выбросом жидкометаллического теплоносителя в реакторный отсек. Лодка лишилась хода, была отбуксирована в базу. Члены экипажа получили различные дозы облучения. |
| 15.08.1982                      | КС-19                             | Проект 658С, Hotel-II                                             | СССР           | 1                                       |                             | ЧП→НС | О дате аварии разные данные — 15 или 17 августа. Это снова печально известная К-19 «Хиросима», но переквалифицированная из крейсера в лодку связи. При проведении профилактических работ в аккумуляторном отсеке на разнополярные контакты попал посторонний предмет. Электрической дугой были серьёзно обожжены 2 или 3 человека. Один из них 20 августа скончался в госпитале. |
| 26.08.1982                      | Б-427 и траулер «Счастье»         | Проект 641, Foxtrot                                               | СССР           | 0                                       |                             | НШ    | При движении ночью в надводном положении в Уссурийском заливе лодка столкнулась с рыболовным траулером «Счастье». Удар траулера пришёлся по касательной в правый борт. |
| 21.01.1983                      | № 208                             | Проект 629 (СССР), Golf I                                         | Китай          | ?                                       | 0                           | К     | Дизель-электрическая подводная лодка с баллистическими ракетами, построенная по заказу Китая в СССР. Погибла в Южно-китайском море со всем экипажем и группой инженеров и учёных предположительно при столкновении с советской АПЛ К-10, что официально не подтверждено. Учитывая, что на лодках этого типа экипаж около 100 человек и была группа гражданских лиц, можно только предполагать количество жертв, которое вполне могло оказаться больше, чем в 1963 году на американском «Трешере», но китайская сторона упорно отмалчивается. |
| 21.01.1983                      | К-10                              | Проект 675, Echo-II                                               | СССР           | 0                                       |                             | А     | Атомная ракетная подводная лодка. В подводном положении столкнулась с неизвестным объектом. После всплытия ничего, кроме пятен соляры, обнаружено не было. Никто из стран тихоокеанского региона об авариях своих ПЛ не сообщал. Только через два года в китайской прессе появился некролог по поводу гибели в этот день группы учёных на ПЛ. Официально эти события не сопоставлялись. |
| 24.04.1983                      | С-197                             | Проект 613, Whiskey                                               | СССР           | 0                                       |                             | НШ    | При буксировке в порту Мангалия оборван и потерян якорь. |
| 24.06.1983                      | К-429                             | Проект 670, «Скат», Charlie                                       | СССР           | 16                                      | 120                         | К     | Атомная ракетная подводная лодка с крылатыми ракетами из состава Тихоокеанского флота. Причиной гибели подводной лодки явилось отсутствие ремонта неисправной подводной лодки. Кроме того, основной экипаж по большей части находился в отпусках, а лодку было решено отправить в поход «любой ценой», в результате экипаж срочно сформировали с разных лодок в последние сутки не обращая внимания на протесты командира, которому предложили в случае невыполнения приказа положить на стол партбилет и погоны. Его же потом в результате приговорили к тюремному сроку, хотя именно он в течение 4 суток героически руководил выходом экипажа через торпедные аппараты. Вины же его ни в чём не было, а была неисправность блока управления захлопками вентиляционных клапанов, приведшая к затоплению 4 отсека. В нём погибли 14 человек, ещё двое — при выходе через ТА. 6 августа 1983 года лодка была поднята. Восстановление лодки было оценено в 320 млн рублей. Через 2 года прямо у пирса лодка снова затонула. |
| 22.10.1983                      | Doris                             | Класс Daphne                                                      | Франция        | 2                                       | 45                          | НС    | Лодка шла по Средиземному морю в надводном положении и заряжала аккумуляторы. Произошёл взрыв водорода, убивший двоих и ранивший 5 человек, в том числе командира. Лодка вернулась в базу своим ходом, восстановлена. |
| 31.10.1983                      | К-324                             | Проект 671РТМ «Щука»,                                             | СССР           | 0                                       |                             | НШ    | Во время боевой службы в районе Бермудских островов хвостовое оперение лодки зацепило трос антенны гидролокатора, выпущенный с фрегата «Макклой», и намотала его на винт. После ухода американских кораблей потерявшая ход лодка всплыла и была обнаружена американским патрульным самолётом. Попытки самостоятельно освободить винт результата не дали. 5 ноября лодка была отбуксирована на базу советским спасательным судном. |
| 27.12.1983                      | К-245                             | Проект 667А «Навага», Yankee                                      | СССР           | 0                                       |                             | НШ    | В ночное время села на мель в районе мыса Пикшуев. Повреждён лёгкий корпус и гидроакустическая аппаратура. |
| 21.03.1984                      | К-314 и USS Kitty Hawk (1961)     | Проект 671, «Ёрш», Victor-I                                       | СССР и · США   | 0                                       | 94                          | ЧП    | Атомная торпедная лодка производила скрытное слежение за авианосцем США «Китти Хок» и кораблями его эскорта, участвовавшими в учениях «Тим спирит 84» в Японском море, но не только была многократно обнаружена сама, но и потеряла объект наблюдения. Всплыв на перископную глубину (время около 22:50), командир разглядел огни эскорта, но не заметил сам авианосец, который шёл без огней. Меж тем лодка находилась прямо по курсу авианосца на небольшой дистанции и через несколько минут произошло столкновение. Авианосец получил небольшую пробоину и был в базе поставлен в док. Лодка получила повреждения лёгкого корпуса и рубки, лишилась хода и дрейфовала на поверхности, через несколько часов была взята на буксир спасательным судном и доставлена в базу. |
| 17.05.1984                      | USS Guitarro (SSN-665)            | Sturgeon                                                          | США            | ?                                       |                             | А     | Атомная подводная лодка. Во время учебных стрельб в 65 милях от Сан Диего, Калифорния, произошёл пожар на борту. О жертвах данных нет. Лодка осталась на плаву и отбуксирована в порт, только там пожар был потушен. |
| 18.06.1984                      | К-131                             | Проект 675, Echo-II                                               | СССР           | 13                                      |                             | А→НС  | При возвращении атомной подводной лодки из состава Северного флота с боевого дежурства в базу на Кольском полуострове возник пожар в восьмом отсеке, распространившийся в соседний, 7-й отсек. Причина не установлена и не найдено объяснение свидетельствам выживших: люди и одежда на них внезапно загорались в отсутствие открытого огня в отсеке, при это бумага и деревянные детали остались невредимы. Погибли 13 подводников. |
| 19.09.1984                      | К-53 (1969) и сухогруз «Братство» | Проект 671 «Ёрш», Victor-I                                        | СССР           | 0                                       |                             | ЧП    | После прохождения Гибралтарского пролива столкнулась с сухогрузом «Братство». После столкновения покинула место происшествия в подводном положении. Лодка получила повреждения лёгкого корпуса, средств гидроакустического корпуса, волнорезных щитов торпедных аппаратов и выдвижных устройств. После ремонта сопровождена плавмастерской в порт Хаммамет, откуда своим ходом вернулась на базу. Сухогруз получил пробоину корпуса и в полузатопленном состоянии отбуксирован в Альхесирас, где продан на металлолом. |
| 22.09.1984                      | К-451                             | Проект 667АУ «Налим», Yankee                                      | СССР           | 0                                       |                             | НШ    | На глубине 43 метра ударилась о дно. Повреждены лёгкий корпус и обтекатель гидролокатора. |
| 22.10.1984                      | К-140 и К-373                     | Проект 667А «Навага», Yankee и Проект 705 «Лира», Alfa            | СССР           | 0                                       |                             | НШ    | Лодки столкнулись, двигаясь в надводном положении по Мотовскому заливу в условиях плохой видимости. К-373 ударила носовой частью в правый борт К-140. Обе лодки получили повреждения лёгкого корпуса, на К-373 также пострадал обтекатель гидролокатора. |
| 23.10.1984                      | К-424                             | Проект 667БДР «Кальмар», Delta III                                | СССР           | 2                                       |                             | А     | При подготовке к выходу в море из-за неправильных действий экипажа разорвался трубопровод ВВД. Множество раненых, двое погибших. |
| 18.12.1984                      | Б-93                              | Проект 629А, Golf-II                                              | СССР           | 0                                       |                             | НШ    | В условиях плохой видимости лодка села на мель. Была снята с помощью двух буксиров на следующий день. |
| 10.08.1985                      | К-431 (К-31)                      | Проект 675, Echo-II                                               | СССР           | 10 (рабочие судоремонтного завода)      |                             | А→НС  | Атомная подводная лодка с крылатыми ракетами. На судоремонтном заводе в бухте Чажма (посёлок Шкотово-22) Приморского края (в 55 км от Владивостока), при перезагрузке ядерного топлива, вследствие нарушения требований ядерной безопасности произошёл взрыв, который сорвал крышку реактора и выбросил наружу все отработанное ядерное топливо. В результате аварии пострадали 290 человек — 10 погибли в момент аварии, у 10 зафиксирована острая лучевая болезнь, у 39 — лучевая реакция. Значительную часть пострадавших составили военнослужащие. При взрыве была сильно повреждена стоявшая соседним бортом атомная торпедная лодка пр 629А К-42 "Ростовский комсомолец", после чего её не смогли восстановить и отмыть и также вывели из состава флота. |
| 04.09.1985                      | К-493 и МПК-3                     | Проект 705К, Alfa и Проект 1124, Grisha-I                         | СССР           | 0                                       |                             | НШ    | Около полуночи, следуя на перископной глубине, атомоход получил удар форштевнем малого противолодочного корабля МПК-3 по выдвижным устройствам. |
| 13.09.1985                      | К-429                             | Проект 670, «Скат», Charlie                                       | СССР           | 0                                       |                             | ЧП    | Атомная ракетная подводная лодка с крылатыми ракетами из состава Тихоокеанского флота, поднятая после катастрофы 1983 года, снова затонула прямо у пирса на небольшой глубине. |
| 29.09.1985                      | К-175                             | Проект 675, Echo-II                                               | СССР           | 0                                       |                             | ЧП    | При проведении ППО и ППР в пункте маневренного базирования в ПМТО Нокра (Дахлак, Эфиопия) из-за неправильных действий личного состава произошла разгерметизация активных зон реакторов, что привело к резкому ухудшению радиационной обстановки в реакторном отсеке. Была сброшена аварийная защита обоих реакторов. Обеспечение «К-175» электроэнергией производилось от дизель-генератора и судов обеспечения. В результате происшествия пострадали 137 человек. |
| 13.03.1986                      | USS Nathanael Greene (SSBN-636)   | James Madison                                                     | США            |                                         |                             | ЧП    | Первый серьёзный инцидент с американской атомной подводной лодкой с баллистическими ракетами. Села на мель в Ирландском море, повредив руль и балластные цистерны. Пострадавших не было, но повреждения лодки сочли столь серьёзными, что она была списана и утилизирована. |
| 14.03.1986                      | Б-36                              | Проект 641, Foxtrot                                               | СССР           | 0                                       |                             | А     | Дизельная подводная лодка из состава ЧФ. |
| 16.04.1986                      | Б-36                              | Проект 641, Foxtrot                                               | СССР           | 1                                       |                             | А→НС  | Дизельная подводная лодка из состава ЧФ только что прошла ремонт после предыдущей аварии. |
| 03.10.1986 (затонула 6 октября) | К-219                             | Проект 667АУ, «Навага», Yankee                                    | СССР           | 4 (позже ещё 4 скончались от ран)       | 111                         | К     | Атомный ракетный подводный крейсер стратегического назначения из состава Северного флота. Течь в ракетной шахте №6, во время манёвра произошла разгерметизация и взрыв в ней. После провала на глубину 350 метров был продут балласт, после всплытия произошёл пожар во время боевого патрулирования в Саргассовом море Атлантического океана, в 770 км к северо-востоку от Бермудских островов. Крейсер затонул на третий день после аварии (6 октября), при неудачной попытке буксировки в условиях шторма, на глубине 5500 м, имея на борту 14 баллистических ракет Р-27 и две ядерных торпеды. Во время аварии матрос Сергей Преминин ценой своей жизни заглушил реактор и предотвратил ядерную аварию (впоследствии посмертно присвоено звание Героя Российской Федерации). |
| 01.01.1987                      | HMS Splendid и ТК-12              | Тип «Суифтшюр» и проект 941 «Акула», Typhoon                      | СССР           | 0                                       |                             | НШ    | АПЛ HMS Splendid ВМС Великобритании допустила сближение с ТК-12. В результате ТК-12 оборвал трос буксируемой антенной решётки гидролокатора британской лодки, получив при этом повреждения носового горизонтального руля. |
| 18.02.1987                      | Б-33                              | Проект 641, Foxtrot                                               | СССР           | 5                                       |                             | А     | При отработке курсовой задачи на глубине 10 метров возник пожар при замыкании на электрощите во 2 отсеке. Системой ЛОХ пожар ликвидировать не удалось, во избежание взрыва боекомплекта в 1 отсеке командир приказал затопить его. Погибли 5, получили отравления продуктами горения 15 человек. |
| 01.03.1987                      | К-121                             | Проект 670А «Скат», Charlie I                                     | СССР           | 0                                       |                             | НШ    | Готовясь к походу на полигоне, подводная лодка ударилась о каменистое дно Авачинского залива. В результате были повреждены стабилизатор и вертикальный руль, произошло затопление аккумуляторной ямы. Лодка была возвращена на базу. |
| 11.11.1987                      | К-129, К-241, К-487               | Проект 667БДР «Кальмар», Delta-III и проект 667А «Навага», Yankee | СССР           | 0                                       |                             | НШ    | При маневрировании в бухте Ягельная, двигаясь задним ходом, атомная подводная лодка К-129 навалилась на стоявшие у пирса К-241 и К-487. В результате винты всех трёх лодок получили повреждения. |
| 25.01.1988                      | К-178                             | Проект 658М, Hotel-II                                             | СССР           | 1                                       |                             | А     | Пожар на борту при нахождении в базе. Систему пожаротушения включили с опозданием. |
| 12.02.1988                      | К-14                              | Проект 627А, «Кит», November                                      | СССР           | 1                                       |                             | А     | Пожар в трюме 7 отсека при нахождении в базе. Пожар ликвидирован, но один человек погиб. |
| 24.04.1988                      | USS Bonefish (SS-582)             | Barbel                                                            | США            | 3                                       | 89                          | А→НС  | Дизель-электрическая подводная лодка. Попадание воды в батарейный отсек вызвало взрыв и возникновение пожара. Экипаж покинул лодку, которую отбуксировали в Чарлстон. 28 сентября её вывели из состава флота ВМС США. |
| 19.05.1988                      | К-475                             | Проект 667Б «Мурена», Delta I                                     | СССР           | 0                                       |                             | ЧП    | Из-за неправильно выбранной глубины плавания атомная подводная лодка столкнулась с подводной частью айсберга. Повреждения получили носовая часть лёгкого корпуса, обтекатель гидролокатора, щиты торпедных аппаратов, рубки и выдвижных устройств. Лодка снята с боевой службы и возвращена на базу для заводского ремонта. |
| 23.07.1988                      | Nadashio (SS-577)                 | Yuushio                                                           | Япония         | 30 с борта Daiichi Fujimaru             | 19 с борта Daiichi Fujimaru | ЧП→НС | Столкновение с японским рыболовецким траулером Daiichi Fujimaru в Токийском заливе Лодка повреждена незначительно, пострадавших не было. Траулер же затонул в считанные минуты. |
| 26.08.1988                      | BAP Pacocha (SS-48)               | Balao                                                             | Перу и Япония  | 8                                       | 44                          | К     | В результате столкновения в тумане с японским траулером Kiowa Maru недалеко от Кальяо, лодка затонула на глубине 42,5 метра. До того, как лодка пошла на дно, её успели покинуть 26 человек, из которых трое скончались от переохлаждения в воде до прихода спасательных судов. В момент затопления погибли четыре члена экипажа, в их числе командир подлодки. Спасательная операция началась с опозданием. Остальные ждали помощи на дне, но из-за пожара в части отсеков и угрозы задохнуться, решились на самостоятельный выход четырьмя группами, последняя покинула корабль через 23 часа с момента его гибели. Один из всплывших моряков вскоре умер от последствий декомпрессии. Лодка поднята 23 июля 1989 года и разобрана на запасные части. |
| 21.11.1988                      | К-460                             | Проект 667Б «Мурена», Delta I                                     | СССР           | 0                                       |                             | НШ    | Из-за неправильно выбранной глубины плавания атомная подводная лодка столкнулась с подводной частью льдины. Получили повреждения ограждение рубки и ствол подъёмно-мачтового устройства, потеряна антенна. |
| 18.03.1989                      | Б-81                              | Проект 651К, Juliett                                              | СССР           | 1                                       |                             | НС    | Дизельная лодка с крылатыми ракетами. В штормовых условиях смыт с мостика и погиб командир ПЛ капитан 1 ранга Некрасов А. Б. |
| 07.04.1989                      | К-278 «Комсомолец»                | Проект 685 «Плавник», Mike                                        | СССР           | 42                                      | 27                          | К     | Атомная торпедная подводная лодка из состава Северного флота погибла в Норвежском море юго-западнее острова Медвежий при возвращении с боевого дежурства в результате объёмного пожара в двух смежных отсеках. Лодка лежит на глубине 1858 метров. Реактор лодки был надёжно заглушен, однако в двух торпедных аппаратах находятся торпеды с ядерной боевой частью. В 1989—1998 годах было проведено семь экспедиций с участием глубоководных обитаемых аппаратов «Мир», в ходе которых проводилась герметизация торпедных аппаратов, в которых находятся торпеды с ядерными боеголовками, с целью обеспечения радиационной безопасности. |
| 01.05.1989                      | USS Barbel (SS-580)               | Barbel                                                            | США            | 2                                       | 1                           | НС    | Дизель-электрическая лодка. По официальной версии людей смыло за борт с палубы волной. Из троих одного удалось спасти. Есть также версия, что людей просто забыли на палубе при срочном погружении, хотя необходимости в нём никакой не было. |
| 14.05.1989                      | USS Houston (SSN-713)             | Los Angeles                                                       | США            | 1 на буксире                            |                             | ЧП-НС | Лодка, возвращаясь после съёмок «Охоты за Красным Октябрём» в базу, возле острова Санта Каталина в Калифорнии зацепила трос, на котором небольшой буксир тянул баржи. Затем лодка погрузилась, утащив за собой буксир, при этом один из членов команды погиб. По решению суда родственники погибшего получили от ВМФ $1,4 млн. |

### 1990-е годы
| Дата       | Наименование                                                         | Классификация НАТО                             | Государство    | Погибло                            | Спаслось | Класс | Примечания |
| ---------- | -------------------------------------------------------------------- | ---------------------------------------------- | -------------- | ---------------------------------- | -------- | ----- | --- |
| 05.09.1990 | Б-409                                                                | Проект 641, Foxtrot                            | СССР           | 1                                  |          | А     | При погрузке торпед лопнул трос, погиб матрос-торпедист. |
| 22.11.1990 | HMS Trenchant и траулер Antares                                      | Подводные лодки класса Trafalgar               | Великобритания | 4                                  |          | НС    | На перископной глубине у берегов Шотландии лодка зацепила сеть небольшого британского траулера и затянула его при погружении под воду. Виновным признан экипаж ПЛ, но конкретно никого не наказали. |
| 25.01.1991 | Б-33                                                                 | Проект 641, Foxtrot                            | СССР           | 0                                  |          | ЧП    | В результате неграмотных действий экипажа затонула у пирса на глубине 13 м. Осенью того же года поднята. Позже разделана на металл. |
| 27.09.1991 | ТК-17 «Архангельск»                                                  | Проект 941, Typhoon                            | СССР           | 0                                  |          | ЧП    | При учебном пуске в Белом море в шахте взорвалась учебная ракета. Взрывом была сорвана крышка шахты, боевая часть ракеты выброшена в море, а сама ракета сгорела в шахте. Экипаж не пострадал. Лодка встала на небольшой ремонт. |
| 11.02.1992 | USS Baton Rouge (SSN-689) и К-276 (позже Б-276, «Краб», «Кострома»). | Los Angeles и Проект 945 «Барракуда», Sierra-I | США, Россия    | 0 на российской, ? на американской |          | А     | Столкновение двух атомных подводных лодок у острова Кильдин, в территориальных водах России, К-276 столкнулась с американской АПЛ, пытавшейся осуществлять скрытное слежение за российскими кораблями в районе проведения учений. В результате столкновения российская лодка получила повреждения рубки. На американской лодке после столкновения возник пожар, имелись жертвы среди личного состава (число не сообщается), но она все же самостоятельно вернулась в базу, после чего было принято решение не ремонтировать лодку, а вывести её из состава ВМС США. |
| 29.05.1992 | Б-502 (ранее К-502)                                                  | Проект 671РТМ «Щука», Victor-III               | Россия         | 1                                  |          | А     | В походе замечена неисправность компрессора в первом отсеке. После возвращения в базу при попытке запуска его произошёл взрыв, начался пожар. Пять человек ранено, один скончался по пути в госпиталь. |
| 20.03.1993 | USS Grayling (SSN-646) и К-407 «Новомосковск»                        | Sturgeon и Проект 667БДРМ «Дельфин», Delta IV  | США, Россия    | 0                                  |          | А     | Столкновение двух атомных подводных лодок в Баренцевом море. Несмотря на серьёзные повреждения, обе смогли своим ходом вернуться в базы. После небольшого ремонта российская лодка вернулась в строй, американская подлодка же была выведена из состава флота и списана на утиль в связи с нецелесообразностью восстановления. |
| 30.03.1994 | Émeraude (S 604)                                                     | Rubis                                          | Франция        | 10                                 |          | А→НС  | Многоцелевая атомная подводная лодка. Во время противолодочных учений возникла серьёзная утечка пара из второго контура. Члены команды пытались её устранить, но были убиты взрывом паропровода. |
| 27.10.1995 | Б-871                                                                | Проект 877В                                    | Россия         | 0                                  |          | НШ    | Из-за недостатка у экипажа навыков управления, вызванного долгим перерывом в подготовке, лодка, оснащённая экспериментальным водомётным движителем, совершила навал на причал Южной бухты Севастополя. В результате лодка получила повреждения обшивки. |
| 18.09.1996 |                                                                      | Sang-o                                         | КНДР           |                                    | 0        | А     | Малая дизель-электрическая подводная лодка. Экипаж из восемнадцати человек и до шести боевых пловцов. Экипаж и диверсанты (20 человек) погибли в перестрелке с южнокорейскими войсками. Живым захвачен лейтенант северокорейской армии. |
| 26.01.1998 | Б-527 (ранее К-527)                                                  | Проект 671РТМ «Щука», Victor-III               | Россия         | 1                                  |          | А     | При ремонте реактора началось поступление в отсек радиоактивной воды из первого контура. Пять человек получили острое отравление, один через 6 часов скончался в госпитале. |

### 2000-е годы
| Дата       | Наименование                                    | Классификация НАТО                                              | Государство              | Погибло                                                | Спаслось        | Класс | Примечания |
| ---------- | ----------------------------------------------- | --------------------------------------------------------------- | ------------------------ | ------------------------------------------------------ | --------------- | ----- | --- |
| 12.08.2000 | К-141 «Курск»                                   | 949А «Антей», Oscar-II                                          | Россия                   | 118                                                    | 0               | К     | Атомная подводная лодка с крылатыми ракетами. Затонула в Баренцевом море, в 137 км от Североморска, на глубине 108 метров в результате катастрофы, произошедшей во время учений. Поднята 10 октября 2001 года. Утилизирована после выгрузки ядерных боеприпасов в мае 2002 года. |
| 24.12.2000 | S-21 Tonelero                                   | Oberon                                                          | Бразилия                 | 0                                                      | 0               | А     | Затонула на якорной стоянке в порту Рио-де-Жанейро в результате неуказанного происшествия в машинном отделении. |
| 09.02.2001 | USS Greeneville (SSN-772)                       | Los-Angeles                                                     | США и Япония             | 9 на борту Ehime Maru                                  | 26 c Ehime Maru | ЧП→НС | Многоцелевая атомная подводная лодка. При отработке экстренного всплытия в территориальных водах США, в 7 милях от гавайского острова Оаху, в секторе базы ВМС США Пёрл-Харбор (21°5'30"N, 157°49'6"W) столкнулась с японской учебной рыболовецкой шхуной Ehime Maru. Лодка получила незначительные повреждения. Шхуна затонула в течение 5 минут вместе с девятью членами экипажа, оставшихся в живых японцев подобрала вызванная Greeneville береговая охрана.   |
| 21.05.2002 | USS Dolphin (AGSS-555)                          | Dolphin                                                         | США                      | 0                                                      | 43              | ЧП    | Дизельная лодка специального назначения. При учениях в 100 милях от Сан Диего прокладка крышки торпедного аппарата внезапно дала течь, небольшая лодка приняла 70—80 тонн воды, едва оставшись на плаву. Через 90 минут экипаж был эвакуирован гражданским судном, лодку прибуксировали в порт на следующий день и восстанавливали три года ($50 млн), но в 2007 году списали и передали в музей Сан Диего.                                                        |
| 06.11.2002 | HMS Trafalgar (S107)                            |                                                                 | Великобритания           | 0                                                      |                 | ЧП    | Атомная ударная подводная лодка села на мель возле шотландского острова Скай. Ранены трое членов экипажа. Ремонт занял 15 месяцев и обошёлся в 5 млн фунтов. |
| 02.02.2003 | Shyri                                           | Лодка немецкого класса Type 209                                 | Эквадор                  | 1                                                      |                 | А     | В результате короткого замыкания возник пожар, продолжавшийся 7 часов и уничтоживший лодку на 40 %. Потушить его команде не удалось, это было сделано при помощи береговых пожарных. Погиб один член экипажа. |
| 16.04.2003 | № 361 (подводная лодка, Китай)                  | Ming III                                                        | Китай                    | 70                                                     | 0               | К     | Дизель-электрическая подводная лодка. Экипаж погиб в Бохайском заливе Жёлтого моря после того, как дизель, не остановившийся при погружении, «сжёг» весь воздух в лодке. 25 апреля ПЛ обнаружили рыбаки, сети которых зацепились за перископ. Лодка отрабатывала автономное плавание в скрытном режиме. Самая крупная официально признанная потеря китайского подводного флота, если не считать № 208 в 1983 году, о которой точных данных до сих пор нет. Синьхуа |
| 30.08.2003 | Б-159 (до 1989 -К-159)                          | November                                                        | Россия                   | 9                                                      | 1               | К     | Атомная подводная лодка. Затонула вблизи острова Кильдин на глубине 240 метров во время буксировки из Гремихи для утилизации на судоремонтном заводе номер 10 «Шквал» в Полярном. Планировался подъём лодки. По состоянию на 2008 год лодка не поднята. |
| 25.10.2003 | USS Hartford (SSN-768)                          | Los-Angeles                                                     | США                      | 0                                                      |                 | ЧП    | Наскочила на мель близ Ла-Маддалены, Сардиния, существенно повредив рули, гидролокатор и иное оборудование. |
| 05.10.2004 | HMCS Chicoutimi (SS 879) (ex-HMS Upholder)      | Victoria                                                        | Канада                   | 1                                                      |                 | А     | Дизель-электрическая лодка после ремонта в Шотландии возвращалась в Канаду (база в Галифаксе). У побережья Ирландии на борту вспыхнул пожар. Девять человек отравились дымом, один лейтенант скончался уже после эвакуации с лодки. |
| 14.11.2004 | К-223 «Подольск»                                | Проект 667БДР, «Кальмар», Delta-III                             | Россия                   | 1                                                      |                 | А→НС  | Ракетная атомная подводная лодка стратегического назначения. Лодка была пришвартована к пирсу, на борту производились плановые работы. Работавший возле ёмкости с пресной водой 19-летний матрос заметил неисправность редукционного клапана ВВД, подававшегося в ёмкость, о чём предупредил товарищей, и они успели покинуть отсек, сам же он был ранен в голову металлическим осколком взорвавшейся ёмкости и через час в госпитале скончался.                   |
| 08.01.2005 | USS San Francisco (SSN-711)                     | Los-Angeles                                                     | США                      | 1                                                      | 136             | А→НС  | Многоцелевая атомная подводная лодка. Столкновение с подводной горой южнее острова Гуам на скорости 35 узлов и глубине 160 метров. Из 137 человек на борту 98 были ранены, из них 30 серьёзно, один позже скончался. Лодка получила значительные повреждения корпуса, сонара, балластных цистерн, торпедных аппаратов. Ремонт оценён в 88 млн$ без учёта стоимости ремонта 15 торпед и двух ракет «Томагавк».                                                      |
| 06.09.2006 | Б-414 «Даниил Московский»                       | Проект 671РТМ(К), «Щука», Victor-III                            | Россия                   | 2                                                      |                 | А→НС  | Торпедная атомная подводная лодка проекта из состава Северного флота. При нахождении на полигоне в Баренцевом море возник пожар в электромеханическом отсеке лодки. Пожар был ликвидирован и лодка при помощи надводных судов была отбуксирована в базу Видяево. |
| 21.03.2007 | HMS Tireless (S88)                              | Trafalgar                                                       | Великобритания           | 2                                                      |                 | А→НС  | Многоцелевая атомная торпедная подводная лодка с крылатыми ракетами. В 274 км севернее Аляски на борту взорвался кислородный баллон. |
| 07.01.2008 | INS Sindhughosh (S55), бывшая советская Б-888   | Проект 877ЭКМ, «Палтус», Kilo                                   | Индия                    | 0                                                      |                 | ЧП    | Столкновение с торговым судном Leeds Castle при попытке всплытия, в районе о. Диу, около 400 миль к западу от Бомбея. Лодка принимала участие в общефлотских манёврах, шла на перископной глубине с убранными выдвижными устройствами. Небольшое (?) повреждение ограждения рубки, лодка отбуксирована на верфь в Бомбей. |
| 20.09.2008 | USS Nebraska (SSBN 739)                         | Ohio                                                            | США                      | 1                                                      |                 | ЧП    | Лодка находилась в подводном положении близ острова Оаху, Гавайи. Один из старшин производил уборку в кормовом отсеке вспомогательных механизмов. Во время совершения ПЛАРБ левого разворота он не удержал равновесие и упал на механизм рулевого привода, получив травмы. Был эвакуирован с борта лодки вертолётом береговой охраны, но скончался по пути в госпиталь.                                                                                            |
| 08.11.2008 | K-152 «Нерпа»                                   | Проект 971И, «Щука-Б», Akula-II                                 |                          | 20 (трое военнослужащих и 17 гражданских специалистов) | 188             | ЧП→НС | По официальной версии, на подлодке несанкционированно сработала аварийная система пожаротушения. Атомная силовая установка на борту лодки не пострадала, радиационный фон на корабле в норме. |
| 03.02.2009 |                                                 | «Vanguard» и «Le Triomphant»                                    | Великобритания и Франция | 0                                                      | ~250            | ЧП→А  | Столкновение произошло под водой 3 или 4 февраля. В результате британская подводная лодка, оснащённая 16-ю ядерными ракетами «Трайдент», была отбуксирована в базу ВМФ Великобритании Фаслейн, а французская своим ходом дошла до Бреста. Жертв и утечек радиации нет. |
| 19.03.2009 | USS Hartford (SSN-768) и «New Orleans» (LPD 18) | Los-Angeles Десантно-вертолётный транспорт-док типа San-Antonio | США                      | 0                                                      |                 | ЧП    | Столкновение произошло в ночь с 19 на 20 марта в Ормузском проливе, недалеко от территориальных вод Ирана. Лёгкие ранения получили 15 моряков подводной лодки. У десантного корабля пробит топливный танк, произошла утечка дизельного топлива. Утечек радиации не выявлено. Командир лодки отстранён от исполнения обязанностей «в связи с утратой доверия командования».                                                                                         |

### 2010-е годы и позднее
| Дата       | Наименование                                                     | Классификация НАТО                                  | Государство    | Погибло  | Спаслось | Класс | Примечания |
| ---------- | ---------------------------------------------------------------- | --------------------------------------------------- | -------------- | -------- | -------- | ----- | --- |
| 27.02.2010 | S63 Sindhurakshak                                                | Проект 877ЭКМ, «Палтус», Kilo                       | Индия          | 1        |          | А     | Лодка находилась в базе ВМФ Вишакхапатнам, когда на ней прогремел взрыв, убивший одного и ранивший двух человек. Лодка отправлена на ремонт и модернизацию в Северодвинск на завод «Звёздочка», где находилась до 2012 года. Ремонт обошёлся Индии более чем в 80 млн $. В январе-апреле 2013 возвращалась на место службы, где летом произошла катастрофа. |
| 22.09.2011 | К-443 Святой Георгий Победоносец и сейнер Донец                  | проект 667БДР Кальмар                               | Россия         | 0        |          | ЧП    | АПКСН получил повреждения лёгкого корпуса в Авачинской бухте в результате столкновения с сейнером Донец. По словам представителя штаба ТОФ, сейнер выполнял расхождение с малым рыболовным траулером Кормчий на встречных курсах и не заметил стоящий на рейде АПКСН. Жертв и пострадавших нет. |
| 23.05.2012 | USS Miami (SSN-755)                                              | Атомная ударная подводная лодка типа «Лос-Анджелес» | США            | 7 ранено |          | НШ    | На борту АПЛ во время ремонта в Портсмуте произошло возгорание. Виной этому стал 24-летний маляр Кейси Фури, который во время расследования инцидента, признался, что поджог был устроен им умышленно. Целью поджога была эвакуация рабочих из задымленного помещения и скорейшего роспуска по домам. 15 марта 2013 года Фури был приговорён к 17 годам тюремного заключения и выплате штрафа в 400 миллионов долларов. Лодка восстановлению не подлежит и была списана. |
| 13.10.2012 | USS Montpelier (SSN-765) и «San Jacinto» (CG-56)                 | Los-Angeles Корабль типа Тикондерога                | США            | 0        |          | ЧП    | Столкновение произошло 13 октября во время учений у восточного побережья США. Никто из моряков не пострадал. Получил повреждения обтекатель гидролокатора крейсера. Не исключено, что корабль получил и другие повреждения. Атомный реактор подлодки не пострадал. И подлодка, и крейсер остались на ходу. |
| 11.01.2013 | USS Jacksonville (SSN-699) и предположительно рыболовецкое судно | Los-Angeles Рыболовецкое судно                      | США            | 0        |          | ЧП    | Столкновение произошло около 5 утра по местному времени (7 утра по Москве) на выходе из Ормузского пролива в Персидский залив. В результате инцидента на подлодке был повреждён один из двух перископов. Как заявили в пресс-службе Пятого флота ВМС США, других повреждений зафиксировано не было. |
| 14.08.2013 | S63 Sindhurakshak                                                | Проект 877ЭКМ, «Палтус», Kilo                       | Индия          | 18       |          | К     | Лодка находилась в доке Мумбаи, когда на ней произошли два взрыва. Лодка развалилась на фрагменты и частично затонула. |
| 02.09.2013 | К-410 «Смоленск»                                                 | Проект 949А «Антей»                                 | Россия         | 0        |          | НШ    | Лодка находилась в доке предприятия «Звёздочка», когда во время испытаний цистерны главного балласта АПЛ давлением сорвало прижимную крышку кингстона. Жертв и пострадавших нет. |
| 16.09.2013 | К-150 «Томск»                                                    | Проект 949А «Антей»                                 | Россия         | 0        |          | НШ    | Лодка находилась в доке предприятия «Звезда», когда утром 16 сентября 2013 года при выполнении работ по монтажу цистерны главного балласта возник пожар. В результате возгорания межкорпусного теплозвукоизоляционного материала в пространстве между лёгким и прочным корпусом подлодка частично утратила функциональные характеристики. Пострадало пятнадцать военнослужащих, все они направлены на лечение в военно-морской клинический госпиталь.                    |
| 17.03.2014 | К-148 «Краснодар»                                                | Проект 949А «Антей»                                 | Россия         | 0        |          | НШ    | На заводе «Нерпа» при выполнении работ по утилизации возник пожар. В результате возгорания никто не пострадал. Ядерного топлива на борту в момент пожара не было. |
| 25.11.2014 | К-84 «Екатеринбург»                                              | Проект 667БДРМ «Дельфин»                            | Россия         | 0        |          | НС    | Лодка находилась на предприятии «Звёздочка», когда в результате неправильной эксплуатации у котла по утилизации отходов сорвало крышку. По другим данным, произошла производственная травма, пострадал один человек. |
| 2015       | Тэлент S 92                                                      | Проект «Трафальгар»                                 | Великобритания | 0        |          | ЧП    | Лодка получила серьёзное повреждение, почти двухметровую вмятину на командной рубке подлодки. |
| 07.04.2015 | К-266 «Орёл»                                                     | Проект 949А «Антей»                                 |                | 0        |          | НШ    | Лодка находилась на предприятии «Звёздочка», когда в результате сварочных работ загорелся резиновый утеплитель между лёгким и прочным корпусом подводной лодки, сильное задымление. Оружия, ГСМ на момент пожара на лодке не было, реактор заглушен. |
| 29.04.2016 | К-173 «Красноярск»                                               | Проект 949А «Антей»                                 | Россия         | 0        |          | НШ    | Лодка находилась на утилизации, когда загорелась резиновая обшивка и произошёл пожар. |
| 20.07.2016 | HMS Ambush (S120) и торговое судно                               | Astute Торговое судно                               | Великобритания | 0        |          | ЧП    | Столкнулась с торговым судном у берегов Гибралтара. Столкновение произошло в ходе учений во время погружения. |
| 18.08.2016 | USS Louisiana (SSBN-743) и корабль снабжения                     | Огайо Корабль снабжения                             | США            | 0        |          | ЧП    | Столкнулась с кораблём снабжения в проливе Хуан-де-Фука у побережья штата Вашингтон. Столкновение произошло в ходе проведения рутинных операций. |
| 05.10.2017 | U-35 (S-135)                                                     | Подводные лодки типа 212А                           | Германия       | 0        |          | ЧП    | Лодка получила повреждения Х-образных рулей у берегов Норвегии в результате столкновения с подводной скалой. |
| 16.11.2017 | S-42 San Juan                                                    | Santa Cruz                                          | Аргентина      | 44       | 0        | К     | Замыкание одной из батарей. |
| 01.07.2019 | АС-12                                                            | NORSUB-5                                            | Россия         | 14       | 11       | ЧП    | В ходе проведения измерений рельефа дна в российских территориальных водах на спускаемом аппарате атомной глубоководной станции «Лошарик» произошло возгорание. В результате отравления продуктами горения погибли 14 моряков-подводников |
| 11.12.2019 | Б-260 «Чита»                                                     | Проект 877 «Палтус»                                 | Россия         | 0        |          | ЧП    | Списанная подводная лодка затонула на траверзе залива Восток на глубине 48 метров во время буксировки на металлоперерабатывающий завод «Аскона» на утилизацию. |
| 14.12.2019 | Б-380 «Святой князь Георгий»                                     | Проект 941Б «Сом»                                   | Россия         | 0        | 0        | ЧП    | Списанная лодка затонула в Южной бухте Севастополя вместе со списанным большим плавучим доком ПД-16. |
| 12.06.2020 | Perple (S 606)                                                   | Rubis                                               | Франция        | 0        |          | ЧП    | Лодка находилась на ремонте в доке на военно-морской базе ВМС Франции в городе Тулон. В ходе ремонтных работ произошёл пожар в одном из носовых отсеков. Все находившиеся на борту эвакуированы, пострадавших нет. |

## Фильмы
По мотивам первой катастрофы на К-19, произошедшей в июле 1961 года, снят фильм «К-19: Оставляющая вдов» (2002). В разное время с этой лодкой произошёл ряд происшествий, приведших к человеческим жертвам и устрашающему неофициальному названию «Хиросима».
По мотивам аварии на K-219, произошедшей 3 октября 1986 года, снят фильм «Враждебные воды» (1997).